# St. Vitus (Rottendorf)

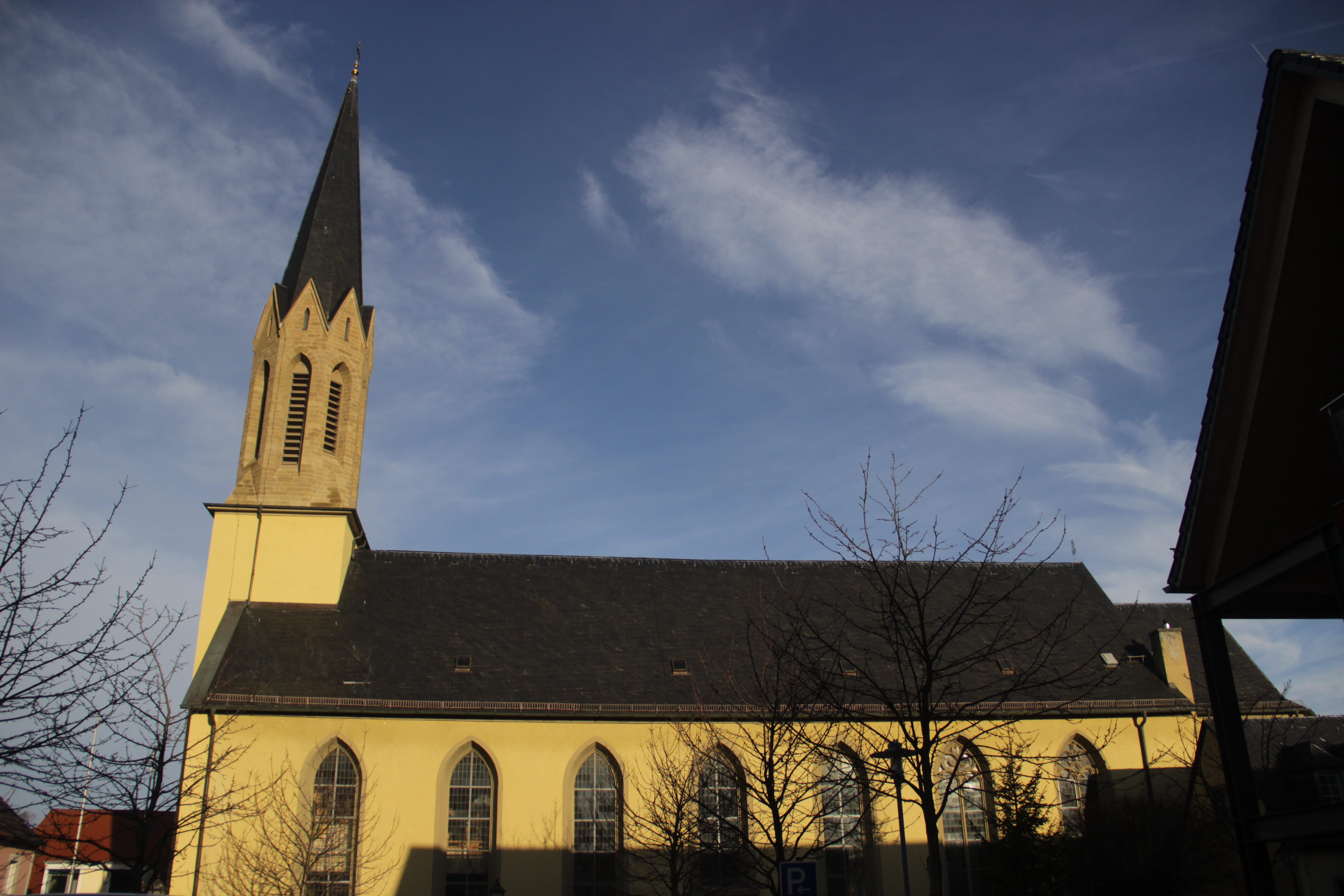
St. Vitus (Rottendorf)

Die römisch-katholische, denkmalgeschützte Pfarrkirche St. Vitus befindet sich in Rottendorf, einer Gemeinde im Landkreis Würzburg (Unterfranken, Bayern). Das Bauwerk ist unter der Denkmalnummer D-6-79-185-6 als Baudenkmal in der Bayerischen Denkmalliste eingetragen. Die Pfarrei gehört zum Dekanat Würzburg rechts des Mains des Bistums Würzburg.
Kirchenpatron ist der Hl. Vitus, einer der Vierzehn Nothelfer.

## Beschreibung
Die im Kern mittelalterliche Saalkirche wurde 1613 umgebaut. Der Kirchturm, der zu dieser Zeit an der nördlichen Seite des Langhauses stand, blieb stehen. In den Jahren 1782/1783 wurde das Langhaus um fünf Meter nach Westen hin verlängert. Aus dieser Zeit stammt auch der Großteil der heutigen frühklassizistischen Kirchenausstattung. Nachdem das alte Rathaus 1861 abgerissen war, konnte das Langhaus erneut nach Westen verlängert werden. Außerdem wurde der alte Kirchturm abgerissen und ein neuer Fassadenturm auf quadratischem Grundriss an der westlichen Seite des Langhauses errichtet, der im Erdgeschoss das Portal und im obersten, achteckigen Geschoss den Glockenstuhl beherbergt, und mit einem achtseitigen spitzen Helm bedeckt ist.
Der Innenraum des Langhauses ist mit einer Flachdecke überspannt, die mit Deckenmalereien versehen wurde. Sie zeigen die Geburt, die Kreuzigung und die Himmelfahrt von Jesus Christus. In den vier Ecken zeigen die Medaillons die vier Evangelisten mit ihren Symbolen. An den Längsseiten des Zentralgemäldes sind der heilige Kilian und Johannes der Täufer dargestellt.
Der eingezogene, dreiseitig geschlossene Chor ist innen durch einen runden Chorbogen vom Langhaus getrennt. Das Triumphkreuz stammt aus der Mitte des 16. Jahrhunderts. Vom Hochaltar aus dem Jahr 1791, der bis zum Gewölbe des Chors reichte, steht heute nur noch das Kernstück. Die Altarbilder der Seitenaltäre stellen die Heilige Familie und den Kirchenpatron Vitus dar.